# Ozyptila georgiana
Ozyptila georgiana là một loài nhện trong họ Thomisidae.
Loài này thuộc chi Ozyptila. Ozyptila georgiana được Eugen von Keyserling miêu tả năm 1880.